# Актобинский фосфоритоносный бассейн
Актобинский фосфоритоносный бассейн (ранее назывался Актюбинский ф.б.) расположен в Казахстане, к югу от Актюбинска.
Включает крупные месторождения: Чилисайское, Богдановское, Кандагачское, Новоукраинское, Рокровское, Алгинское, Коктобинское. Площадь более 600 км2. По толщей осадочных пород (мощность — 2-2,5 м) находится 1 либо 2 фосфоритоносные толщи, мощностью не более 1 м, разделенные глауконитовыми и кварцевыми песками (до 3,2 м). Залежи образовались в юрский и меловой период. Содержание фосфорного ангидрида в составе руды составляет 18 %. Прогнозные запасы руд более 1 млрд т. (1993).
Руда добывается открытым способом, перерабатывается на Актобинском химическом комбинате (градообразующее предприятие г. Алга), открытом в 1939 году. Ныне завод закрыт и разрушен.
Фосфориты впервые обнаружены в 1890 Ф. Ю. Левинсоном-Лессингом, исследование бассейна — 1900-е, 1915, 1930—1942 годы.
Кандагачский участок разрабатывался с 1929, Новоукраинский с 1934.
В 1950-1970-е детально исследовано Чилисайское месторождение, с 1975 строится Чилисайское фосфоритовое горно-обогатительное предприятие (1-я очередь — 1985, 1140 тыс. т аммофоса с 46 % P2O5 в год). По современным оценкам британской компании Sunkar Resources Plc (2008) Чилисайский участок содержит до 500—800 миллионов тонн руды с 9-10 % P2O5.
Также в Чилисайском месторождении разрабатывается асбест.